# 艾爾蒙特 (紐約州)
艾爾蒙特（英語：Airmont）是位於美國紐約州羅克蘭縣的村。

## 人口
根據2020年美國人口普查的數據，艾爾蒙特的面積為11.83平方千米，皆為陸地。當地共有人口10166人，而人口密度為每平方千米859人。